# Павлова, Анна Анатольевна
А́нна Анато́льевна Па́влова (род. 6 сентября 1987, Орехово-Зуево, Московская область) — российская и азербайджанская гимнастка, двукратный бронзовый призёр Олимпийских игр 2004, бронзовый призёр чемпионата мира (2006), многократный призёр чемпионатов Европы (2004, 2005, 2008, 2014). Заслуженный мастер спорта России.

## Биография
Родилась в спортивной семье — родители были гимнастами, младший брат также занимается гимнастикой. В спортивную гимнастику пришла в пять лет. Многие годы выступала за «Динамо» (Московская область). Тренер — мать, Наталья Евгеньевна Павлова. Тренеру сборной Леониду Аркаеву была представлена в 11 лет и с тех пор регулярно тренировалась на сборах национальной команды.
Выступая на чемпионатах России, в 2002 и 2004 годах Анна Павлова стала абсолютной чемпионкой. А в 2003 и 2005 годах завоевала Кубок России в абсолютном первенстве. В национальных соревнованиях по отдельным видам она также неоднократно побеждала.
На чемпионате Европы среди юниоров 2000 года в Париже Павлова завоевала золото в упражнениях на брусьях и в командном первенстве, а через два года в Патрах стала абсолютной чемпионкой Европы среди юниоров, завоевала золото в опорном прыжке и в командном первенстве и серебро на бревне.
С 2004 года участвует в чемпионатах Европы. В Амстердаме она стала обладательницей серебряной награды в опорном прыжке. Через год в Дебрецене Павлова завоевала серебро в абсолютном первенстве и в опорном прыжке, а в 2008 году в Клермон-Ферране — серебро в командном первенстве.
В 2001 году на Играх доброй воли в Брисбене Анна Павлова выиграла серебро на бревне. Она завоевала бронзу в командном первенстве на чемпионате мира в Орхусе в 2006 году. К середине 2008 года Павлова пять раз выигрывала на этапах Кубка мира в опорном прыжке, три раза — на бревне и один раз — в вольных упражнениях.
Анна Павлова завоевала две бронзовые медали на Олимпиаде в Афинах: в опорном прыжке и в командном первенстве. Она участвовала в Олимпиаде в Пекине, но медалей не взяла: в опорном прыжке её попытку не засчитали за фальстарт.
В 2011 году Анна Павлова заняла третье место на Кубке Воронина в опорном прыжке и на бревне. В 2012 году выиграла соревнования в опорном прыжке на Кубке России.
В конце ноября 2013 года Анна Павлова сменила спортивное гражданство, приняв решение выступать за сборную Азербайджана. В мае 2014 года приняла участие в чемпионате Европы, проходившем в Софии, и завоевала там серебряную медаль, заняв второе место в опорном прыжке.
Одной из главных целей перехода в сборную Азербайджана Анна Павлова называла выступление на Европейских играх в Баку, однако из-за травмы не смогла принять участие в этих соревнованиях. В декабре 2015 года официально объявила о завершении своей спортивной карьеры.